# Acanthogorgia paradoxa
Acanthogorgia paradoxa är en korallart som beskrevs av Nutting 1913. Acanthogorgia paradoxa ingår i släktet Acanthogorgia och familjen Acanthogorgiidae. Inga underarter finns listade i Catalogue of Life.